# AK Ausserkontrolle
AK Ausserkontrolle, pseudonimo di Davut Altundal (Berlino, ...), è un rapper tedesco di origine curda.

## Biografia
Altundal è nato a Berlino, capitale della Germania, da una famiglia di origine curda. È originario del distretto di Midyat, nella provincia di Mardin, situato nel sud-est della Turchia. Ha conquistato il grande pubblico con la pubblicazione del primo album in studio Panzaknacka, uscito nel 2016, che ha fatto la propria entrata nella top ten delle Offizielle Deutsche Charts, al 26º posto della Schweizer Hitparade e al 40º della Ö3 Austria Top 40. I dischi successivi A.S.S.N. e XY hanno conseguito risultati maggiori, poiché entrambi si sono piazzati nella top five della graduatoria tedesca. Nel 2018 ha partecipato come artista ospite al remix di I Like It di Cardi B e ha ottenuto nove ingressi nella hit parade tedesca. Due anni dopo ha conquistato la sua prima numero uno sia nella classifica dei dischi che in quella dei singoli, grazie rispettivamente a A.S.S.N. 2 e In meinem Benz. 630 000 unità combinate dei suoi brani sono state certificate dalla Bundesverband Musikindustrie e IFPI Austria.

## Discografia

### Album in studio
- 2016 – Panzaknacka
- 2017 – A.S.S.N.
- 2018 – XY
- 2020 – A.S.S.N. 2
- 2023 – Blackout

### EP
- 2016 – Selbststeller

### Singoli
- 2017 – Kristall
- 2018 – Investment
- 2018 – Alles schon gesehen
- 2018 – XY
- 2018 – Unterwegs (feat. Veysel)
- 2018 – Bang Bang
- 2020 – 136er
- 2020 – Hood (con Shindy)
- 2020 – In meinem Benz (con Bonez MC)
- 2020 – Gangster Queen (con Jugglerz)
- 2020 – Kristall 2 (con Sonus030)
- 2021 – Unter dem Radar
- 2021 – 3065
- 2021 – Vater Staat (con Undacava e Pablokk & Jason)
- 2021 – Gut im Geschäft
- 2022 – In Kauf
- 2022 – Badboy
- 2022 – Tresor (con Juri)
- 2022 – Blackout
- 2022 – Weiss nicht wie (con Samra)
- 2022 – Macht (con Samra)
- 2023 – 6561 (con Pashanim)
- 2023 – Wieder da
- 2023 – Pur auf Ice
- 2023 – Supermodel
- 2023 – Dieses eine Mal (con Sido e Kontra K)

### Collaborazioni
- 2018 – I Like It (Kontra and AK Ausserkontrolle Remix) (Cardi B feat. Kontra K & AK Ausserkontrolle)
- 2018 – Fightclub (Capital Bra feat. Samra & AK Ausserkontrolle)